# ليروي تشياو
ليروي تشياو (بالإنجليزية: Leroy Chiao)‏ (و. 1960 – م) هو رائد فضاء، ومحاضرا لتحفيز الجماهير، ومهندس، ورائد أعمال، وأستاذ جامعي من الولايات المتحدة الأمريكية . ولد في ميلواكي، ويسكنسن .تولى منصب قائد بعثة محطة الفضاء الدولية، البعثة 10 (16 أكتوبر 2004–16 أبريل 2005) .

## ريادة الفضاء
شارك في المهمات الفضائية:
- STS-65[1]
- STS-92[1]
- Soyuz TMA-5[1]
- STS-72[1]
- STS-65[1]
- البعثة 10.[1]

## التعليم
تعلم في جامعة كاليفورنيا، بركلي

## جوائز
حصل على جوائز منها:
- Medal "For Merit in Space Exploration".